# Bolbitis
Genre
Bolbitis est un genre de fougères de la famille des Dryopteridaceae selon GRIN, ITIS & NCBI, des Elaphoglossaceae ou des Lomariopsidaceae selon les classifications. Ces fougères vivent dans des forêts tropicales denses humides.

## Liste des espèces
Liste des espèces :
| - Bolbitis acrostichoides (Afz. ex Sw.) Ching - Bolbitis aliena (Sw.) Alston - Bolbitis angustipinna (Hayata) Ito - Bolbitis appendiculata (Willd.) Iwatsuki - Bolbitis auriculata (Lam.) Alston - Bolbitis bernoullii (Kuhn ex H. Christ) Ching - Bolbitis bipinnatifida (Mett) Ching - Bolbitis cadieri (Christ) Ching - Bolbitis christensenii (Ching) Ching - Bolbitis confertifolia Ching - Bolbitis costata (Wall. ex Hook.) Ching - Bolbitis crispatula (Wall.) Ching - Bolbitis fluviatilis (Hook.) Ching - Bolbitis gaboonensis (Chr.) Ching - Bolbitis gemmifera (Hier.) C. Chr. - Bolbitis hainanensis Ching & C.H.Wang - Bolbitis hastata (E. Fourn.) Hennipman - Bolbitis hekouensis Ching - Bolbitis hemiotis (Maxon) Ching - Bolbitis heteroclita (Presl) Ching - Bolbitis heudelotii (Bory) Alston - Bolbitis humblotii (Bak.) Ching - Bolbitis interlineata (Copel.) Ching - Bolbitis latipinna Ching - Bolbitis laxireticulata K.Iwats. - Bolbitis lindigii (Mett.) Ching - Bolbitis lonchophora (Kunze) C.Chr. - Bolbitis longiflagellata (Bonap.) Ching - Bolbitis major (Bedd.) Hennipman - Bolbitis media Ching & Chu H.Wang - Bolbitis nicotianifolia (Sw.) Alston - Bolbitis nodiflora (Bory in Belang.) Fraser-Jenkins - Bolbitis novoguineensis Hennipman | - Bolbitis oligarchica (Baker) Hennipman - Bolbitis palustris (Brackenr.) Hennipman - Bolbitis pandurifolia (Hook.) Ching - Bolbitis pergamentacea (Maxon) Ching - Bolbitis portoricensis (Spreng.) Hennipman - Bolbitis presliana (Fée) Ching - Bolbitis quoyana (Gaud.) Ching - Bolbitis rawsonii (Bak.) Ching - Bolbitis repanda (Bl.) Schott - Bolbitis rhizophylla (Kaulf.) Hennipman - Bolbitis riparia R.C.Moran & B.Øllg. - Bolbitis rivularis (Brackenr.) Ching - Bolbitis sagenioides (Kuhn) Ching - Bolbitis salicina (Hook.) Ching - Bolbitis scalpturata (Fée) Ching - Bolbitis scandens W.M.Chu - Bolbitis semicordata (Bak.) Ching - Bolbitis semipinnatifida (Fée) Alston - Bolbitis serrata (Kuhn) Ching - Bolbitis serratifolia (Mert. ex Kaulf.) Schott - Bolbitis simplex R.C.Moran - Bolbitis sinensis (Bak.) K.Iwats. - Bolbitis singaporensis Holtt. - Bolbitis sinuata (C.Presl) Hennipman - Bolbitis subcordata (Copel.) Ching - Bolbitis subcrenata (Hook. & Grev.) Ching - Bolbitis taylorii (Bailey) Ching - Bolbitis tibetica Ching & S.K.Wu - Bolbitis tonkinensis (C.Chr. ex Ching) K.Iwats. - Bolbitis umbrosa (Liebm.) Ching - Bolbitis vanuaensis Brownlie - Bolbitis virens (Hook. & Grev.) Schott |